# Eloy Room
Eloy Victor Room (* 6. Februar 1989 in Nijmegen, Niederlande) ist ein niederländischer Fußballspieler, der als Torwart eingesetzt wird. Er steht seit Juli 2023 bei Vitesse Arnheim unter Vertrag.

## Karriere

### Verein
Bereits in seiner Jugend spielte er in der gemeinsamen U-19 von Vitesse Arnheim und AGOVV Apeldoorn. Von dieser ging er dann zur Saison 2008/09 in die erste Mannschaft von Arnheim über. Seinen ersten Einsatz erhielt er dann am 8. März 2009 bei einer Partie beim FC Volendam, bei welcher er bereits in der 13. Minute für den verletzten Piet Velthuizen eingewechselt wurde, dass von Jack Tuyp erzielte 1:0 konnte er in der 33. Minute jedoch nicht verhindern, mit welchem die Partie auch dann ausgehen sollte. Ab 2011 wurde er dann auch in der in der Beloften Eredivisie spielenden zweiten Mannschaft eingesetzt. Zur Saison 2013/14 wurde er dann für eine Halbzeit an die Go Ahead Eagles Deventer verliehen, welche zu dieser Saison gerade wieder in die Eredivisie aufgestiegen waren. In den folgenden 20. Spieltagen, stand er dabei dann immer zwischen den Pfosten. Zurück in Arnheim gelang ihm dann in der Saison 2016/17 dann auch noch der Gewinn des niederländischen Pokals, bei welchem er, bis auf das Achtelfinale, immer über die vollen 90. Minuten auf dem Platz stand.
Nach dieser Saison wechselte er dann zu PSV Eindhoven. In der ersten Liga kam er dann jedoch nur noch selten zum Einsatz. Die meisten seiner Einsätze verbrachte er in der Saison 2017/18 bei der zweiten Mannschaft. Trotzdem darf er sich damit zur Meistermannschaft der Saison 2016/17 zählen. Nachdem er dann in der Saison 2018/19 auch nur noch ein paar mal im Pokal eingesetzt worden war, wechselte er schließlich am 9. Juli 2019 in die USA. Hier schloss er sich dann dem MLS-Franchise, bei welchem er in der laufenden Saison 2019 dann gleich am 21. Juli auch beim 2:1-Heimspielsieg gegen Montreal Impact eingesetzt wurde. Im Sommer 2023 wechselte Room zurück zu Vitesse in die Eredivisie.

### Nationalmannschaft
Von ihm ist ein Einsatz für die niederländische U-20 Nationalmannschaft bekannt, danach spielte er aber ausschließlich nur noch in der A-Mannschaft von Curaçao. Sein erster Einsatz war dabei ein 0:0 gegen Kuba bei der Qualifikation für die Weltmeisterschaft 2018. Bei der Qualifikation für die Karibikmeisterschaft 2017 sowie beim Gold Cup 2017 trug er dann sogar auch noch stellenweise die Kapitänsbinde.